# Ходжаев, Равшан Илханович
Ходжаев Равшан Илханович (узб. Xodjayev Ravshan Ilxanovich; анг: Ravshan Khodjaev род. 16 января 1980 года, Бухара, Узбекская ССР, СССР) — главный тренер сборной Азербайджана по боксу (с 2024). Заслуженный тренер Узбекистана, обладатель ордена «Дустлик», лауреат международной премии «Золотой Мангуст».

## Биография
Ходжаев Равшан Илханович родился 16 января 1980 года в городе Бухара (Узбекистан). Боксом начал заниматься с 1994 года. 
В 2005 году стал мастером спорта Узбекистана по боксу. После этого начал тренерскую деятельность. 
В 2011 году окончил Бухарский государственный университет, факультет психологии. В 2017 году окончил факультет физической культуры и спорта того же университета.
В 2022 году окончил магистратуру факультета теории спорта.
С 2016 года работал старшим тренером национальной сборной команды Узбекистана по боксу. 
Работал в  полупрофессиональной команде “Uzbek Tigers”  до закрытия клуба. 
В качестве тренера множество раз участвовал на олимпийских играх, чемпионатах мира, чемпионатах Азии.  Подготовил таких знаменитых спортсменов как серебряного призёра  Олимпийских Игр в Рио-де-Жанейро и  чемпиона мира 2017 года в  Германии (Гамбург)  Шахрама Гиясова , чемпиона Олимпийских Игр в Рио  Зоирова Шахобиддина. Готовил к профессиональным боям чемпионов мира Шахрама Гиясова, и чемпиона  Олимпийских игр в Токио, чемпиона мира  Баходира Жалолова.
Являлся техническим директором Федерации бокса Азербайджана.
Главный тренер мужской сборной Азербайджана по боксу (с 23 октября 2024).

## Награды
- Заслуженный тренер Республики Узбекистан.
- Орден «Дустлик»
- «Золотой Мангуст»

## Галерея
- Равшан Ходжаев и Хасанбой Дусматов (Летние Олимпийские игры 2016)